# Helena Allandi
Helena Allandi (6 de noviembre de 1986) es una deportista sueca que compitió en lucha libre. Ganó una medalla de bronce en el Campeonato Mundial de Lucha de 2006 y una medalla de oro en el Campeonato Europeo de Lucha de 2004.

## Palmarés internacional
| Campeonato Mundial | Campeonato Mundial | Campeonato Mundial | Campeonato Mundial |
| Año                | Lugar              | Medalla            | Categoría          |
| ------------------ | ------------------ | ------------------ | ------------------ |
| 2006               | Cantón (China)     | Medalla de bronce  | 63 kg              |
| Campeonato Europeo |                    |                    |                    |
| Año                | Lugar              | Medalla            | Categoría          |
| 2004               | Haparanda (Suecia) | Medalla de oro     | 59 kg              |